# دیوار استودیو
دیوار استودیو (آلمانی: Atelierwand) نقاشی رنگ روغن آدولف منتسل نقاش آلمانی است که دیوار استودیوی هنرمند را پوشیده از انواع ماسک و بالاتنهٔ افراد شهیر و گمنام در شب نشان می‌دهد؛ تصویری که تاکنون به تعابیر و تفاسیر بسیار راه داده‌است.
دیوار استودیو که از شاهکارهای دورهٔ بلوغ هنری منتسل به‌شمار می‌رود و او خود آن را برترین اثرش نامیده‌است، اکنون در موزه هنر هامبورگ نگهداری می‌شود.